# Тайный отряд
«Тайный отряд» (нем. Geheimkommando) — серия из четырёх мини-сериалов шедших в ГДР в 1966—1969 годах.
Сценарии всех частей написаны одним и тем же составом сценаристов, сняты три части из четырёх режиссёром Хельмутом Кретцигом.
Первая часть — трёхсерийный телефильм «Тайный отряд: Бумеранг» — об операции проведённой в 1943 году СМЕРШем по внедрению в Вермахт под видом отступающих немецких войск отряда немцев-антифашистов из комитета «Свободная Германия», имел большой успех. Затем последовали три части: о вызволении узников концлагеря в Польше, о срыве сепаратных переговоров между Абвером и союзниками, и о послевоенной борьбе с нацистами.
Все части связывает ряд персонажей исполняемых актёрами основного состава, и главные герои — Борис Быков (Гюнтер Шос) — лейтенант СМЕРШ (после войны — капитан советской комендатуры) и немец Тони Бурьян (Хорст Вайнхаймер) — бывший фельдфебель Вермахта, антифашист из комитета «Свободная Германия», после войны ставший инспектором Народной полиции ГДР, борющийся с недобитыми нацистами.

## Тайный отряд: Бумеранг
Осень 1943 года, Великая Отечественная война, Белоруссия.
После отступления немцев за линией фронта в окружении осталось несколько немецких частей. В тыл наступающей Красной Армии направлена специальная группа во главе с гауптманом Вольтером для организации диверсионной деятельности и вывода из окружения частей Вермахта.
«СМЕРШ», в свою очередь, отправляет в белорусские леса своё секретное подразделение, состоящее из членов организации «Свободная Германия»: обер-лейтенанта Шютта и фельдфебеля Буриана, а также лейтенанта Госбезопасности Быкова. Под видом выходящего из окружения отряда Вермахта они соединяются с группой Вольтера…

### В ролях
В главных ролях:
- Альфред Мюллер — обер-лейтенант Шютт
- Хорст Вайнхаймер — фельдфебель Тони Бурьян
- Гюнтер Шос — лейтенант Борис Быков
- Кристоф Энгель — гауптман Вольтер
- Эрик Кляйн — оберстштурмфюрер Машман
- Рудольф Ульрих — штабс-ефрейтор Моммер

В остальных ролях:
- Рудольф Кристоф — оберст-лейтенант Шелльнер
- Гюнтер Вольф — обершарфюрер Эшбергер
- Зигмунт Мерзвяк — младший лейтенант Сергей Быков
- Гарри Пич — обер-лейтенант Крамер
- Дитмар Рихтер-Райник — Гуч
- Гюнтер Юнгханс — Шлосс
- Фолькмар Кляйнерт — оберстштурмфюрер Штаммахер
- Герхард Хансель — офицер связи Шелеппнер
- Рената фон Вангенхайм — советская крестьянка
- Владимир Козел — советский милиционер
- Хорст Вестфаль — шарфюрер Бросинг
- Курт Бёве — Роберт Мюнх
- Курт Мюллер-Райцнер — обергруппенфюрер Эрнст Кальтенбруннер
- Ральф Боттнер — гауптштурмфюрер Курт Скорцени
- Хорст Йонишкан — Лебрехт
- Ханнес Штельцер — Виктор Решке
- Хорст Шён — советский начальник штаба
- Йоахим Томашевски — Рогацки
- Александр Папендик — Бремер
- Йоханнес Маус — Феликс
- Клаус Бергатт — Рихард
- Фриц Диц — машинист
- Петер Доммиш — кочегар
- Ютта Ваховяк — крестьянка
- Эльза Вольц — крестьянка
- Хорст Фишер — капитан НКВД

## Тайный отряд: Чупага
1944 год. Спецотряд смершевцев — известные по прежнему сериалу обер-лейтенант Шютт, фельдфебель Буриан и лейтенант Быков — под видом немецкого секретного подразделения оказываются в оккупированной немцами Польше в горах Бескиды, где им необходимо спасти советских военнопленных из секретного концлагеря.

В конце прошлого года приключенческий сериал «Секретное командование Бумеранг» привлёк большое внимание. Поэтому авторы решили продолжить эту серию. На этот раз группа Национального комитета «Свободная Германия» (в главных ролях мы снова увидим Альфреда Мюллера, Гунтера Шоса, Хорста Вайнхаймера) будет действовать за немецкими линиями на польской территории в Бескидах. При этом демонстрируется сотрудничество Национального комитета, Красной Армии и польских партизан.
Оригинальный текст (нем.)Ende vergangenen Jahres fand die Abenteuerserie "Geheimkommando Bumerang" große Aufmerksamkeit . Die Autoren haben sich daher entschlossen, diese Serie fortzuführen . Diesmal wird die Gruppe des Nationalkomitees « Freies Deutschland» (in den Hauptrollen werden wir wieder Alfred Müller , Gunter Schoß , Horst Weinheimer erleben) hinter den deutschen Linien auf polnischem Gebiet in den Beskiden operieren . Dabei wird die Zusammenarbeit des Nationalkomitees, der Roten Armee und der polnischen Partisanen gezeigt .
— Zeit im Bild, 1967

### В ролях
- Лило Гран — Йоанна
- Лотар Беллаг — майор Бёрль
- Хорст Шульце — доктор Эрнст Шталльмах
- Барбара Адольф — Нора Шталльмах
- Иржи Врстяла — Юриан
- Гисберт Петер Терорст — Вальтер Реттинг
- Вольфганг Таль — лейтенант Пелькер
- Петра Келлинг — Ханка
- Хорст Пройскер — штанартенфюрер Тешнер
- Пауль Берндт — комиссар Гестапо
- Уарль Штурм — лейтенант Бёнке
- Вернер Диссель — гауптман Гарцель
- Зофья Слабошовская — Ана Дубенская
- Петер Хладик — Яник Дубенский
- Герхард Бинерт — Йозеф Дубенский
- Аксель Дитрих — Рольф Богнер
- Йорг Гилльнер — Элерт

Прим.: актёр Вернер Диссель играет самого себя — член «Красной капеллы», он вступил в Вермахт и до 1942 года служил в Польше.

## Тайный отряд: Шпрее
Апрель 1945 года, Берлин. Неразлучные бывший немецкий фельдфебель Буриан и советский лейтенант Быков помогают работающему на советскую разведку обер-лейтенанту Бернду Роланду войти в доверие к окружению Кальтенбруннера и сорвать сепаратные переговоры между абвером и англо-американским командованием.

### В ролях
Актёры основного состава и из предыдущих частей:
- Отто Меллис — Бернд Роланд
- Гюнтер Шос — лейтенант Борис Быков
- Хорст Вайнхаймер — Тони Бурьян
- Карин Уговски — Хильда Бурьян
- Барбара Адольф — Нора Шталльмах
- Хорст Шульце — доктор Эрнст Шталльмах
- Эрик Кляйн — Машман
- Ральф Боттнер — гауптштурмфюрер Курт Скорцени

В остальных ролях:
- Герхард Лау — ефрейтор Ленер, сантиар
- Дитер Вин — доктор Шпренглер
- Йохен Дистельман — часовщик Гаргель
- Гюнтер Зонненберг — шарфюрер Бёхрман
- Бруно Карстенс — гауптман Бёль
- Лотар Форстер — оберстштурмфюрер Бергер
- Вернер Рёвекамп — фельдфебель полевой жандармерии
- Хайнц Лаггис — командир патруля
- Карин Беевен — девушка у Шпреглера
- Гудрун Йохман — девушка у Шпреглера

## Тайный след
Война окончилась. Борис Быков, получивший звание капитана, служит в советской комендатуре, а бывший фельдфебель Буриан командирован создавать Народную полицию — им приходится бороться не только с расплодившимися в послевоенной разрухе бандитами и теневыми дельцами «чёрного рынка» вроде бывшего военного врача Штокманна, но и с выдающими себя за честных граждан недобитыми эсэсовцами — старыми «друзьями» по прошлым частям сериала…

### В ролях
В главных ролях:
- Гюнтер Шос — лейтенант Борис Быков
- Хорст Вайнхаймер — Тони Бурьян
- Карин Уговски — Хильда Бурьян
- Отто Меллис — Бернд Роланд
- Барбара Адольф — Нора Шталльмах

В остальных ролях:
- Регина Байер — Рут Зёнгер
- Йоханна Клас — Роза Штаммахер
- Арно Визневски — доктор Йорг Штокман
- Херберт Кёфер — доктор Рохштобер
- Эрик Кляйн — Машман
- Гизела Бестехорн — фрау Шнайдер
- Каспар Эйхель — Фредди
- Михаэль Пан — Отто
- Хайди Вайгельт — Изльзе Брюск
- Герхард Лау — Ленерт
- Катя Парвла — Кати
- Альфред Мюллер — Вернер Шютт
- Мадлен Лирк — Эви Фашбёндер
- Маргарете Таудте — фрау Фашбёндер
- Клаус Манхен — Боргель
- Роза Беккер — криминалист
- Ханс Фибрандт — аптекарь
- Ханнес Штельцер — торговец на «чёрном рынке»
- Роземари Херцог — торговка на «чёрном рынке»
- Геннадий Чулков — советский офицер
- Анатолий Попов — советский сержант
- Матвей Запорожец — советский солдат

## Критика
Первая часть имела большой успех, следующие две части также считаются удачнымии, но последняя часть, где герои первых сезонов появлялись лишь эпизодически, как писал журнал «Eulenspiegel»: «схватывание за давно отключенный высоковольтный кабель должно было, по крайней мере, разочаровать всех зрителей».

… телесериал «Секретное командование: Бумеранг» отличался не только драматически искусно выстроенной цепочкой приключений, отвечающих самым высоким требованиям напряженности, но, прежде всего, отличающейся от всех шаблонов характеристикой героев антифашистской борьбы сопротивления и их противников, которая сделала внутреннюю правду этого исторического процесса прозрачной и установила позитивные заявления о миссии.
Оригинальный текст (нем.)… so zeichnete sich die Fernsehfolge, Geheimkommando Bumerang "nicht nur durch eine dramaturgisch geschickt aufgebaute Kette von Abenteuern aus, die höchsten Spannungsansprüchen gerecht wurde, sondern vor allem durch eine von aller Schablone abweichende Charakterisierung von Helden des antifaschistischen Widerstandskampfes und deren Gegenspielern, die die innere Wahrheit dieses historischen Vorganges transparent machte und positive Leitbilder setzte.